# Wildstein (Teunz)

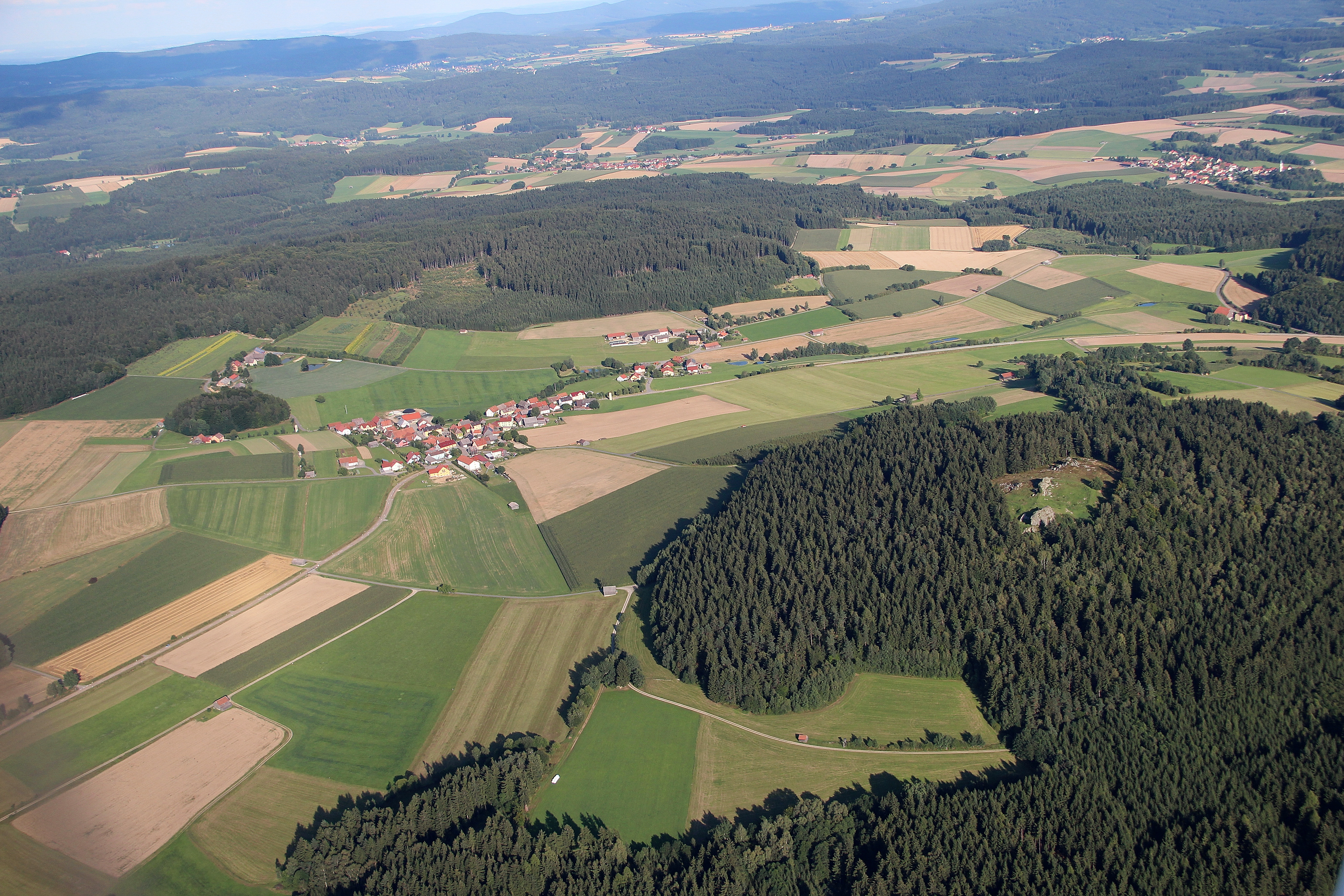
Burgberg und Wildstein (2012)

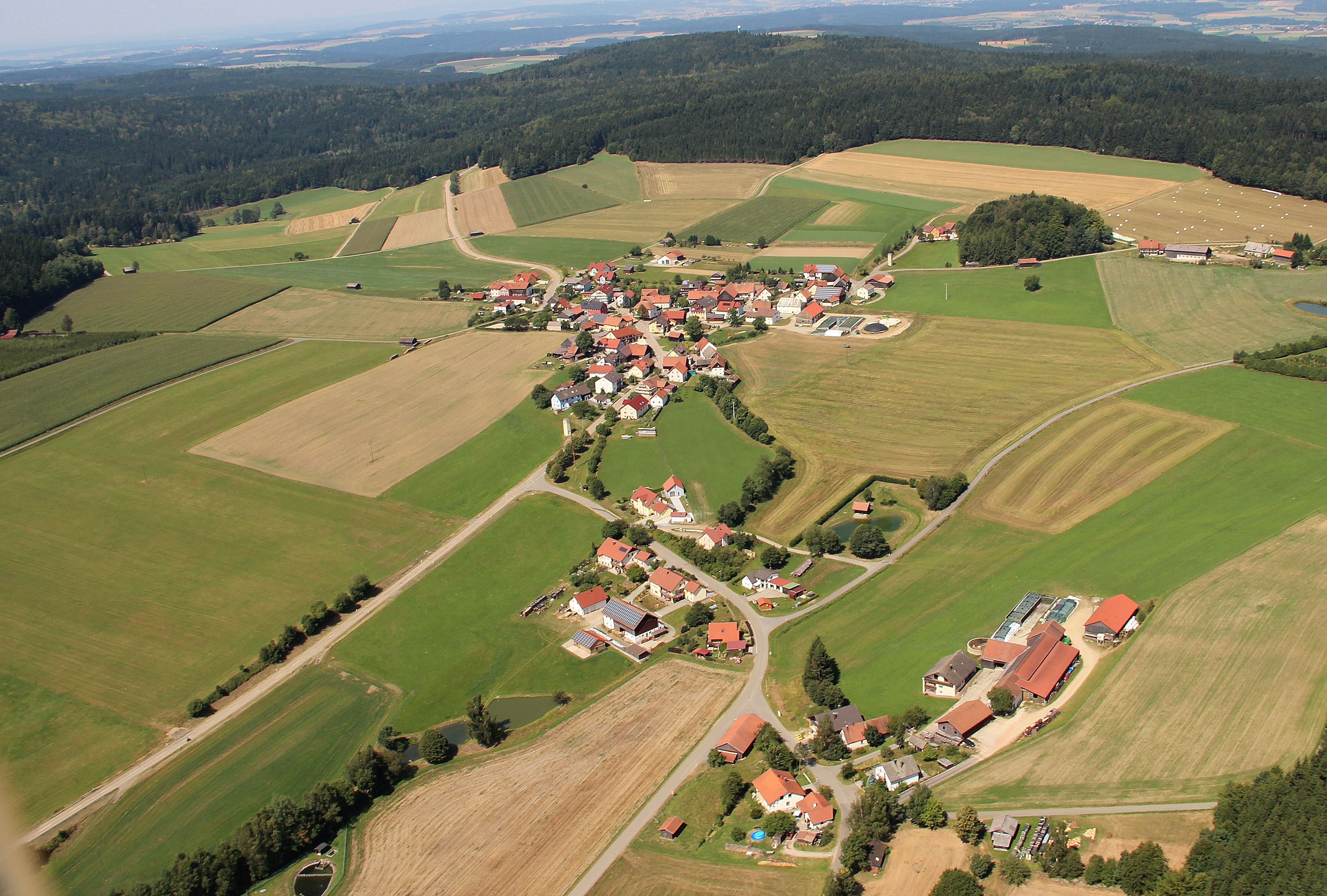
Wildstein (2013)

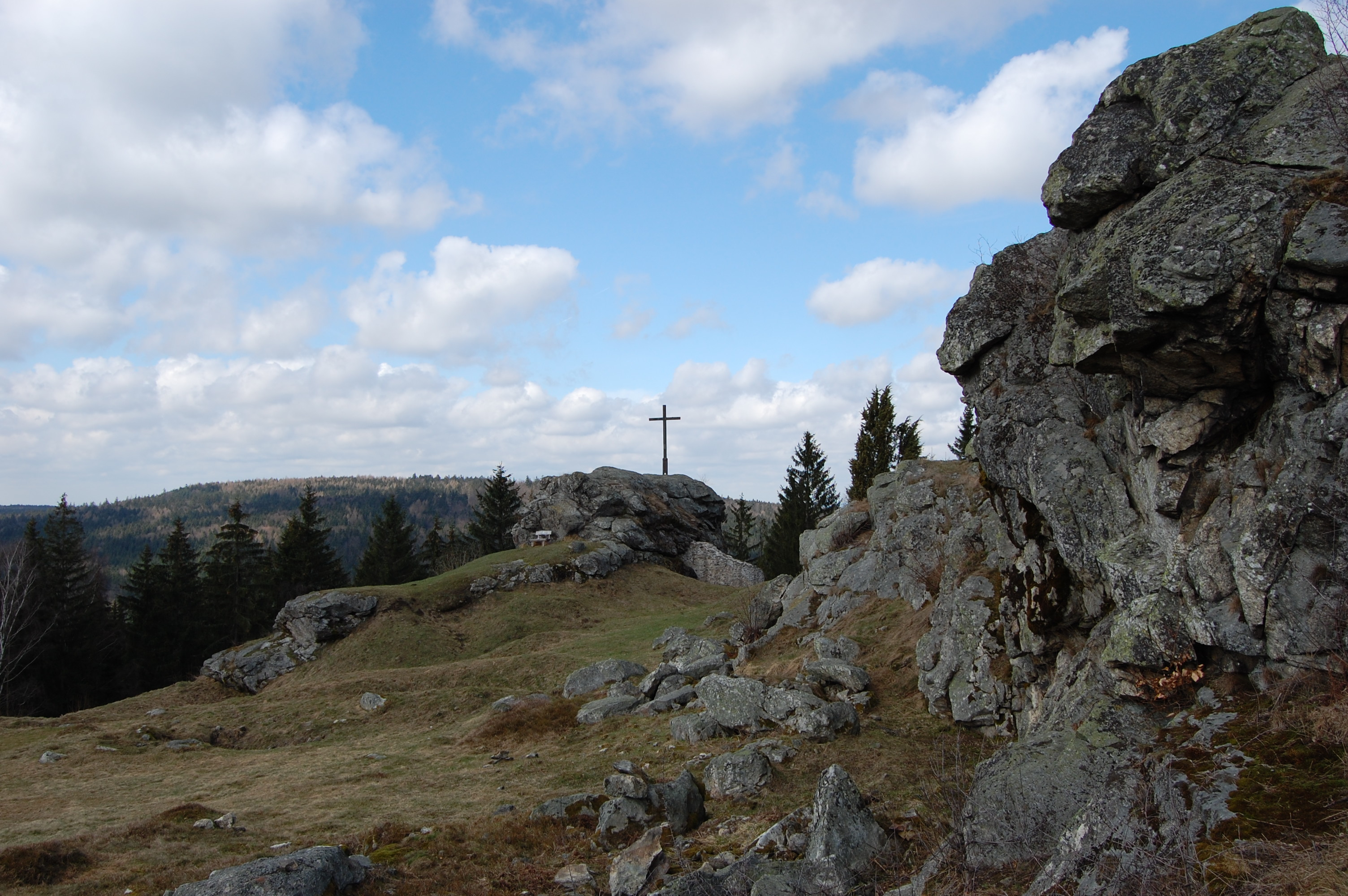
Burgstall Wildstein (2010)

Wildstein war vormals eine eigenständige Gemeinde und wurde am 1. Januar 1972 auf freiwilliger Basis in die Gemeinde Teunz im Landkreis Schwandorf eingegliedert.
Im Zuge der Gebietsreform kam die Gemeinde Teunz am 1. Juli 1972 zum neu gegründeten Landkreis Schwandorf. Seit dem 1. Januar 1974 sind die Gemeinden Teunz, Gleiritsch, Niedermurach und Winklarn in der Verwaltungsgemeinschaft Oberviechtach zusammengeschlossen.

## Geografie
Wildstein liegt in der Region Oberpfalz-Nord im nordöstlichen Teil des Landkreises Schwandorf. Der Ort ist über die Kreisstraße SAD 43 Teunz – Fuchsberg – Kühried – Wildstein zu erreichen. An das Gemeindegebiet Teunz grenzt hier der Landkreis Neustadt an der Waldnaab an. Die Bergkuppe Wildstein südwestlich des Ortes ist mit 744 m NN der höchste Punkt in der Gemeinde Teunz. Auf ihr befinden sich die Reste des Burgstalls Wildstein.

## Geschichte
Wildstein hat eine sehr bewegte Geschichte. Oberhalb des Ortes befand sich im Mittelalter die gleichnamige Burg, von der nur noch Reste erhalten sind. Im Jahre 1998 begannen Ausgrabungen auf dem Gelände.
Burgherrn auf  Wildstein:
„Am 28. Oktober 1355 wird auf der Burg Wildstein eine Urkunde ausgestellt, laut welcher Egid Paulsdorfer zu dem Tennesberg und seine Frau ihrem Oheim Konrad dem Kräzlein zum Wildstein die drei Oeden zu dem Nesseltoch verkaufen“. Der um 1300 aufgeführte Heinrich von Wildstein ist der Burg Wildstein in Skalna (in der Nähe von Eger) zuzurechnen. Landeshoheit und Halsgericht waren in den fünfziger Jahren umstritten, Am 4. Oktober 1356 entschied Landrichter Otto der Zenger von Schwarzeneck zugunsten Pfalzgraf Ruprecht des Jüngeren. Nachdem „Ritter Cunrad der Chraetzel“ gestorben war, kann es am 27. März 1373 zum Verkauf des Rittergutes Wildstein. Elspet Chrätzel übereignete den Besitz an Landgraf Johann von Leuchtenberg.
1379 ist Andre der Zenger von Fronhof „pfleger ze Wildstain“. Am 1. Juli 1409 wird die Burg Wildstein von Landgraf Johann von Leuchtenberg an Hermann den Frankengruner verkauft. Dieser wiederum vergab sie als Lehen an Pfalzgraf Johann. Wildstein war Lehengut der Pfälzer. 1476 erbt Jörg Rabe das halbe Schloss von seinem Cousin Nikolaus Rabe. 1488 nennt Hager in der Beschreibung der Kunstdenkmäler von Bayern Georg und Fritz Holtzschuher von Nürnberg als Besitzer von Wildstein. Sie hatten das Gut Wildstein von Albrecht und Hans den Raben gekauft. Die Holzschuher hatten als Besitzer von Wildstein gegenüber dem pfälzischen Landesherrn die Verpflichtung „so not thvet zu dienen“.
Am 23. Juli 1499 geht Wildstein von den Holzschuhern auf Hainz Ochs über, 1507 folgen die Brüder Utz und Hanns Ochs, die den Besitz 1520 aufteilten. 1525 sind „Florian vnd Hanns Ochs“ genannt. Ab 1548 ist „Florian Ochß zum Wildstain“ alleine als Landsasse aufgeführt. Jorg Ochs folgt nach. Am 19. Oktober 1562 erhalten Hans Rüdiger und Hans Sigmund Machenwitz das halbe Schloss Wildstein. Da die Machenwitz mit der Reichsacht belegt worden waren, wurde am 12. September 1564 Wolf Satzenhofer von Fuchsberg als Lehnsherr auf Wildstein eingesetzt. Er wurde für Anna Ochs, die Frau des verstorbenen Florian Ochs, eingesetzt. 1583 starb Ann Ochs. Da sie keine männlichen Nachfolger hatte und das Gut nicht an weibliche Nachkommen ausgegeben werden konnte, wurde das Lehen Wildstein eingezogen und dem Amt Murach zugeteilt. Da die Machenwitz mit der Reichsacht belegt worden waren, kann es sein, dass im Jahre des Erbfalls, also 1562, der Besitz Wildstein bereits an die Pfalz zurückgefallen war. Im Jahre 1622 wird nach den Orten Kühried, Wildstein und Eppenrieth vermerkt :„Diese nechst gemelte 3 dorffschafften sind vngevehr vor 60 Jahren alß apert Lehen Churfrl. Pfalz heimbgefallen“. 

## Gemeindebildung
Das Königreich Bayern wurde 1808 in 15 Kreise eingeteilt. Diese Kreise wurden nach französischem Vorbild nach Flüssen benannt (Naabkreis, Regenkreis, Unterdonaukreis usw.). Die Kreise gliederten sich in Landgerichtsbezirke. Die Bezirke wiederum sollten in einzelne Gemeindegebiete eingeteilt werden. Die Gemeinde Wildstein gehörte seit 1820/21 zum Landgericht Neunburg vorm Wald. Zur politischen Gemeinde Wildstein gehörten die Ortschaften „Wildstein und Ödreichersried“, bestehend aus 32 Familien.
Am 20. März 1830 erfolgte in beiderseitigem Einvernehmen die Angliederung der Gemeinde Wildstein mit 31 Familien an die Gemeinde Kühried mit 42 Familien. Da in der Folgezeit „die Kührieder nicht Wildsteiner und die Wildsteiner nicht Kührieder heißen wollten“, startete man auf Wildsteiner Seite den Versuch, die Gemeindeverbindung wieder aufzulösen.
1840 kam es zur Bildung „eines Landgerichts I. Klasse in Oberviechtach“. Das Landgericht Oberviechtach stimmte dem Ersuchen der Wildsteiner zu, die Regierung weigerte sich wegen der höheren Kosten für die Verwaltung. Spätestens 1864 war Wildstein wieder eigenständige Gemeinde.
Am 1. Januar 1972 kam es zur Auflösung der Gemeinde Wildstein. Seit dem 1. Januar 1974 sind die Gemeinden Teunz, Gleiritsch, Niedermurach und Winklarn in der Verwaltungsgemeinschaft Oberviechtach zusammengeschlossen.

## Gemeinde Wildstein
| - 1840: 572 Einwohner - 1880: 636 Einwohner - 1900: 566 Einwohner | - 1919: 571 Einwohner - 1946: 526 Einwohner - 1961: 453 Einwohner |

## Vereine
- Freiwillige Feuerwehr Wildstein

## Kultur und Sehenswürdigkeiten
Südwestlich des Ortes können auf dem Wildenstein die Reste der Burg Wildstein besichtigt werde.
Am südlichen Ortsende befindet sich ein Freibad.
In der Ortsmitte steht die 1911 erbaute Michaelskapelle.
Vom in nordöstlicher Richtung 6 km entfernten Gaisheim kommt der Fränkische Jakobsweg, der mit einer weißen Muschel auf hellblauem Grund markiert ist. Nächste Ortschaft am Fränkischen Jakobsweg ist das 2 km südwestlich von Wildstein liegende Kühried.

## Bildergalerie

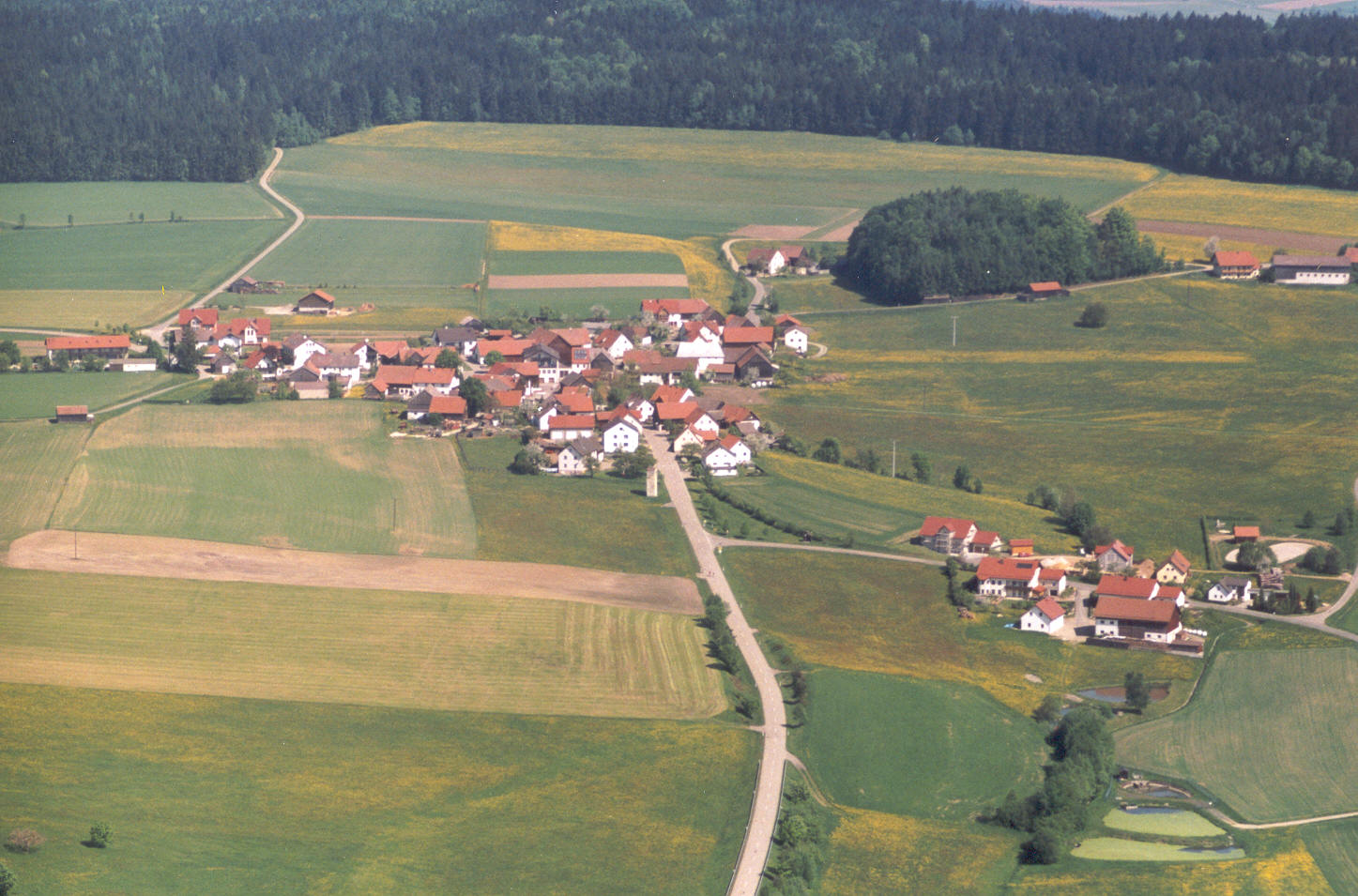
Wildstein (2000)
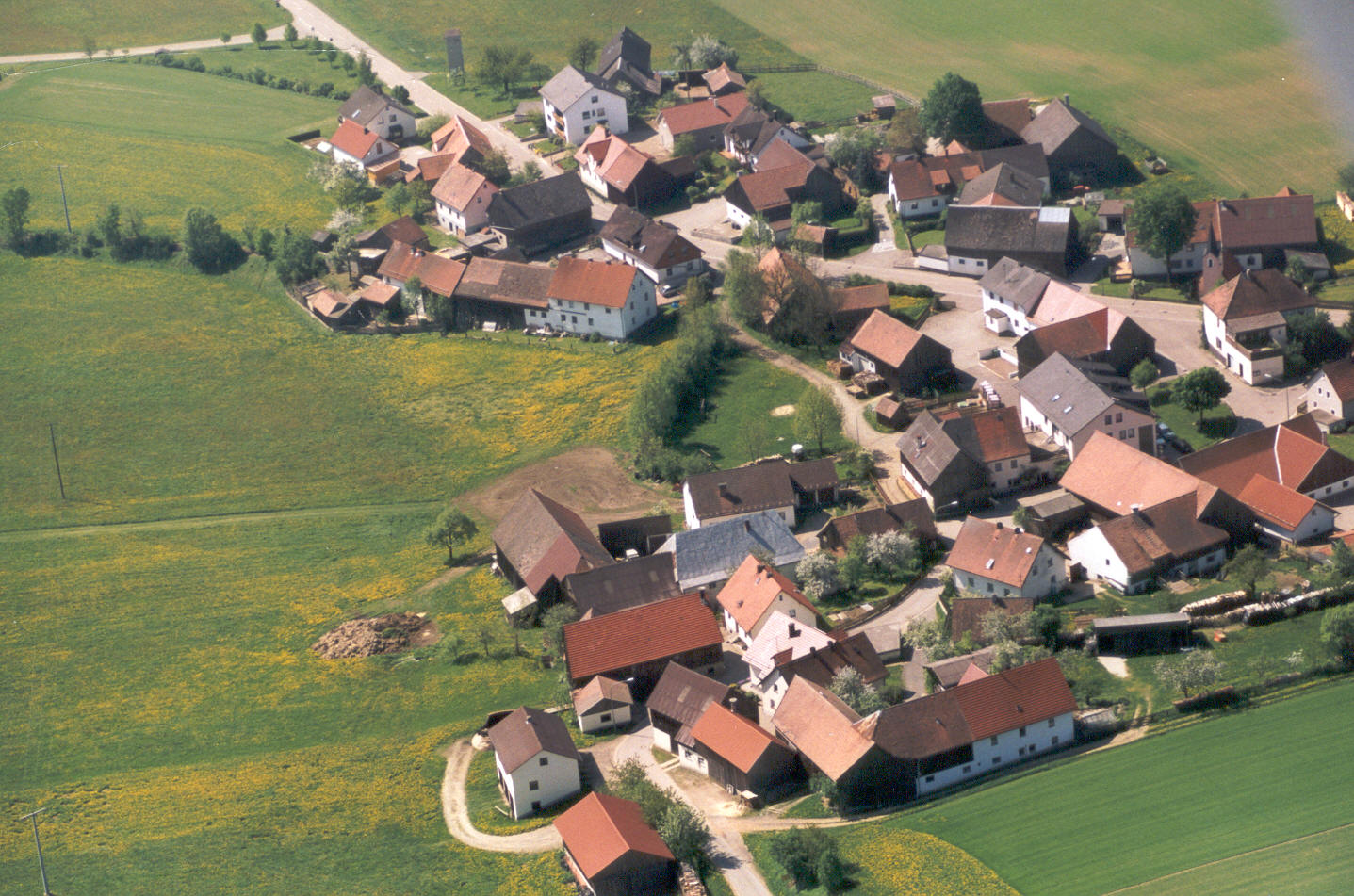
Wildstein (2000)
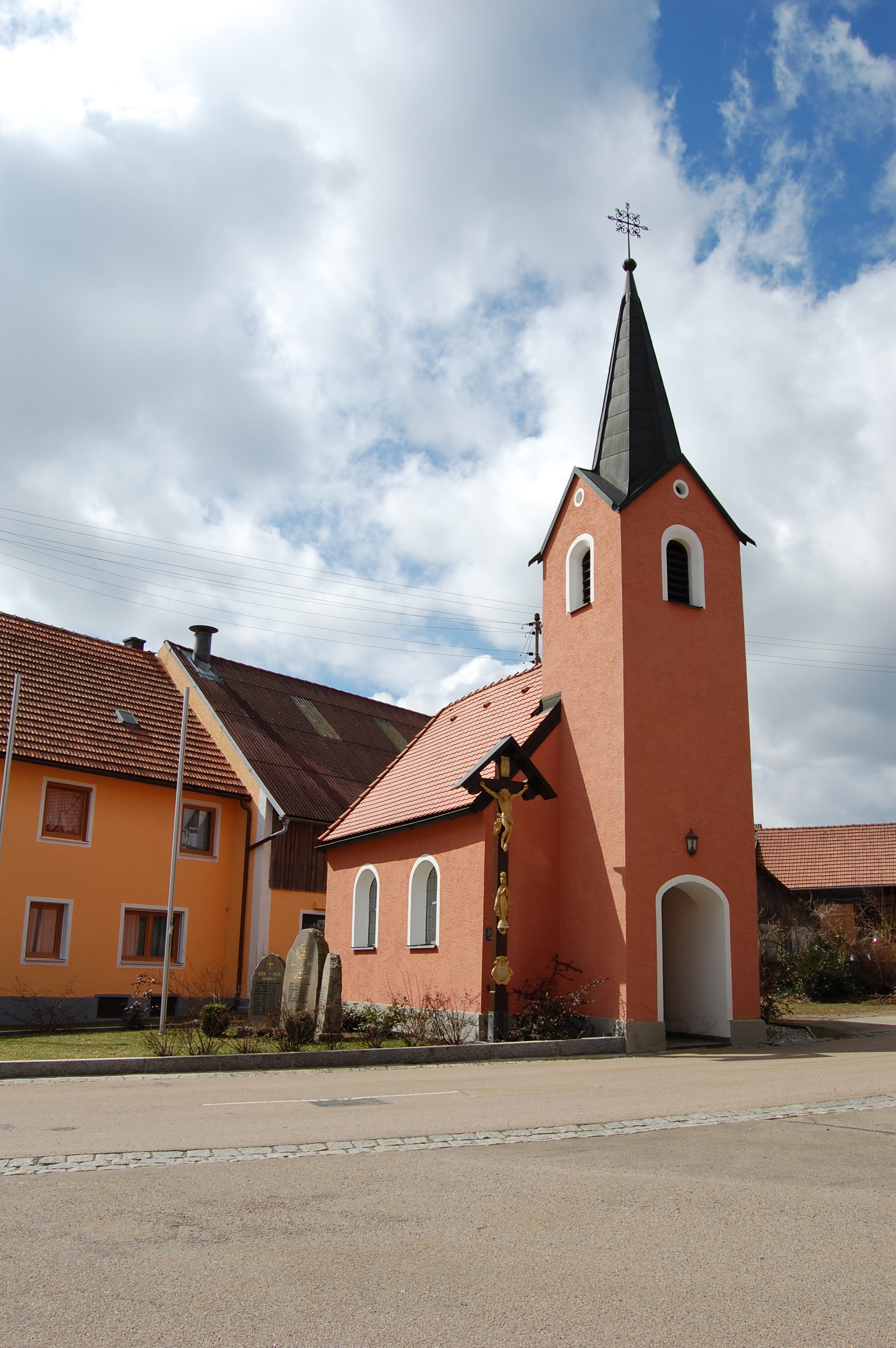
Kapelle in Wildstein
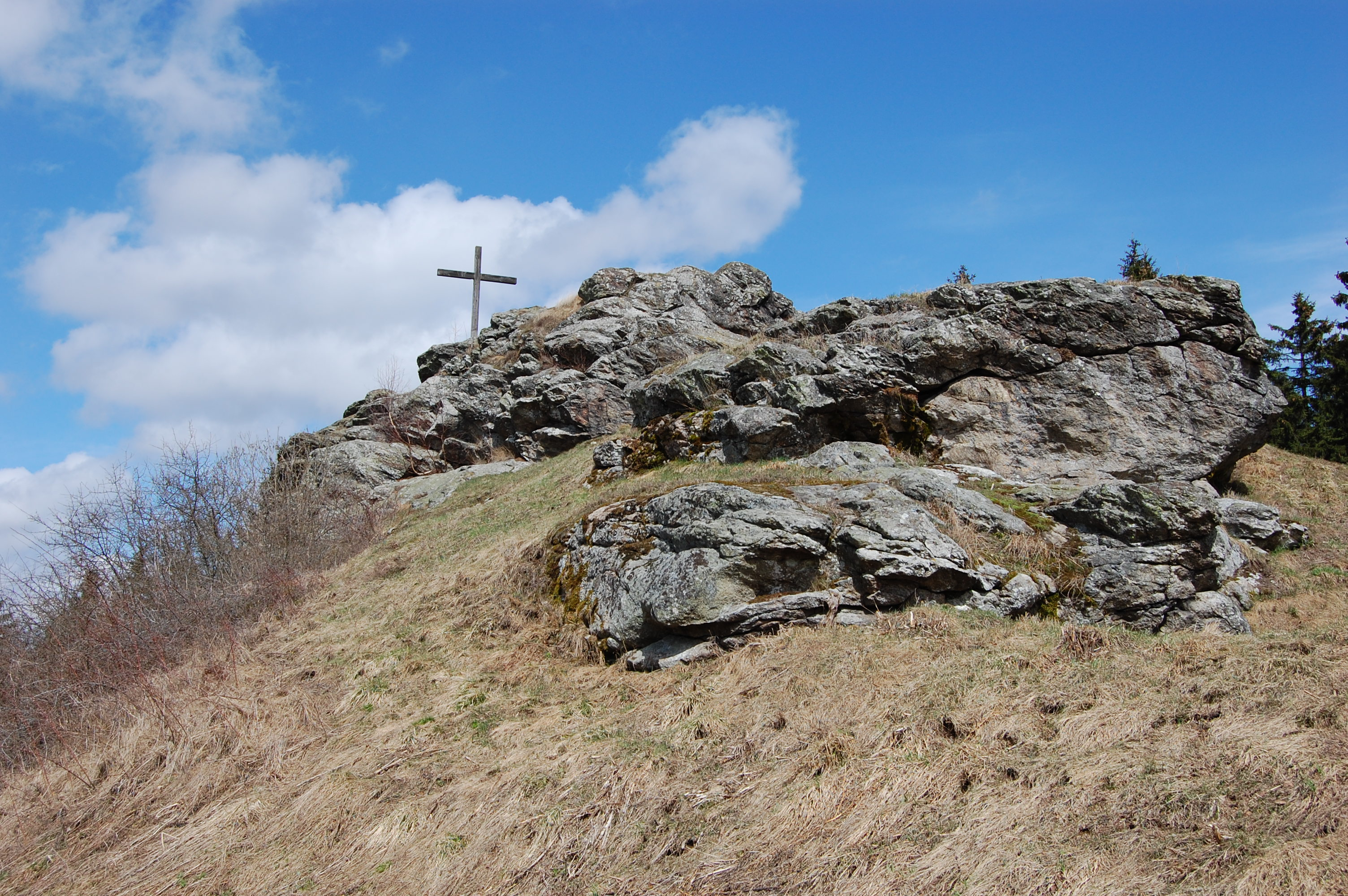
Gipfel Wildenstein (744 m)